# Арчана Редді
Арчана Редді (нар. 5 червня 1980) — колишня фіджійська тенісистка.

## Фінали ITF серед юніорів
| Великий Шлем |
| Категорія GA |
| Категорія G1 |
| Категорія G2 |
| Категорія G3 |
| Категорія G4 |
| Категорія G5 |

### Фінали в одиночному розряді (0–2)
| Результат | Ранг | Дата           | Турнір               | Покриття | Суперниця           | Рахунок  |
| --------- | ---- | -------------- | -------------------- | -------- | ------------------- | -------- |
| Поразка   | 1.   | 7 вересня 1996 | Апіа, Самоа          | Тверде   | Тагіфано Со'Онатоле | 0–6, 1–6 |
| Поразка   | 2.   | 9 вересня 1997 | Нанді (Фіджі), Фіджі | Тверде   | Davilyn Godinet     | 3–6, 1–6 |